# Bastion (comics)
Pour les articles homonymes, voir Bastion (homonymie).
Bastion est un super-vilain évoluant dans l'univers Marvel de la maison d'édition Marvel Comics. Créé par le scénariste Scott Lobdell et le dessinateur Pascual Ferry, le personnage de fiction fait une apparition dans le comic book X-Men (vol. 2) #52 en mai 1996, mais apparaît véritablement à partir de Uncanny X-Men #333 en juin 1996. 
Ce personnage est à l'origine de l'arc narratif Opération Tolérance Zéro.

## Biographie du personnage

### Origines
Bastion est né quand le Moule Initial (en) (Master Mold) des Sentinelles, ayant absorbé le prototype de la Sentinelle Nemrod (issu d'un futur alternatif), combattit les X-Men. Ces derniers ne purent le vaincre qu'en lui faisant traverser le Seuil du Péril, un portail inter-dimensionnel. 

### Opération Tolérance Zéro
Émergeant amnésique sous la forme d'un hybride humain/Sentinelle, la programmation de Bastion se réactiva et il devint membre des Amis de l'Humanité de Graydon Creed. 
Très vite, il devint un notable de l'administration gouvernementale des États-Unis. De sa position, il trouva les fonds suffisants et le support de Sénateurs pour créer un nouveau type de Sentinelle (les Sentinelles Prime).
Le meurtre de Graydon Creed et la disparition des Vengeurs face à Onslaught lui permirent d'aller à la seconde étape de son projet : il commença à assembler une force internationale anti-mutant : Opération Tolérance Zéro, très agressive. L'agence captura le Professeur Xavier et Jubilé, et les garda prisonniers avec Nanite, une mutante.
L'opération se mit en action, en activant ses Sentinelles Prime, des humains modifiés sans le savoir par de la nanotechnologie. Ces Sentinelles avaient pour but de tuer les X-Men ou de les capturer. Bastion en profita pour voler les documents secrets de Xavier, les « Protocoles Xavier », en dépit des efforts de Cable et de Caliban. 
Le sénateur Robert Kelly (en) et Henry Gyrich (en) s'opposèrent à un régime militaire bien trop fasciste pour eux, et le président des États-Unis rétracta son support envers Bastion. Les X-Men capturés réussirent à s'échapper de la base implantée au Nevada et le gouvernement des États-Unis annula l'Opération Tolérance Zéro. Bastion fut incarcéré par le SHIELD mais s'échappa et retourna dans une base des Sentinelles. Il tenta d'absorber l'énergie du Moule initial afin de transformer Machine Man en Sentinelle Suprême, mais fut tué par Cable.
Cette mort n'était qu'apparente. Bastion avait survécu et fut à nouveau fait prisonnier par le SHIELD. Une attaque du Cavalier Mort (alors Wolverine lobotomisé) ne laissa que sa tête intacte. 
Bastion réussit à recouvrer un corps robotique à partir d'un échantillon d'ADN appartenant à Warlock, l'extraterrestre techno-organique. À cette période, il se fit appeler Template. Mais il fut vite corrompu par ces gènes et il tenta de construire un émetteur, sans succès.
La tête de Bastion resta entre les mains du gouvernement américain.

### À la recherche du Messie
À la suite de l'arc narratif Messiah Complex, des Purificateurs s'infiltrèrent de l'intérieur, puis prirent d'assaut une base du SHIELD. Ils rattachèrent la tête de Bastion au corps de Nimrod volé à Forge. Bastion fusionna avec le corps robotique et jugea les X-Men principale menace de la Terre-616.
Bastion découvrit au fond de l'océan un rejeton décérébré Technarch issu de Magus. Il ré-écrivit son programme et infecta Donald Pierce et la Leper Queen, les restes techno-organiques de Cameron Hodge et Steven Lang, ainsi que les corps de Bolivar Trask, Graydon Creed et le Révérend William Stryker avec le virus Transmode, déclarant qu'ils étaient l'avenir de l'Humanité et la fin des mutants.
Son plan suivant consista à capturer plusieurs mutants au hasard (Jolie Rêve, Fever Pitch, Big Bang, Hellion et Surge (comics)), leur injecter un échantillon du Virus Legacy, et les relâcher en ville, ou leurs pouvoirs se manifesteraient de façon chaotique. Cette vague d'incidents mena les Nations unies à former la Mutant Response Division (MRD), une branche militaire anti-mutante.

## Pouvoirs et capacités
Bastion est une sorte de cyborg, plus fort, plus rapide et plus endurant qu'un être humain.
- Il est équipé de bottes à réaction, de lasers intégrés et peut se connecter à tout ordinateur.
- Il est insensible à la télépathie.